# بلدية مقاطعة روسيون الإقليمية
روسيون (بالفرنسية: Roussillon)‏ هي بلدية مقاطعة إقليمية في منطقة مونتيريجي في كيبك، كندا. المقعد في سان كونستانت، كيبيك. بلغ عدد سكان المنطقة 171،443 اعتبارًا من تعداد 2016.